# Это’о, Давид
Давид Пьер Это’о Фис (фр. David Pierre Eto'o Fils; род. 13 июня 1987 или 1 января 1988, Яунде) — камерунский футболист, нападающий клуба «Эдинг Спорт». Его брат — известный футболист Самюэль Это’о.

## Биография
Родился в городе Дуала. Его отец — экономист, мать — менеджер в одной из фирм. Кроме него в семье воспитывались ещё три сестры и два брата. Старший Самюэль (1981) и младший Этьен (1990) — оба футболисты.

### Клубная карьера
В шесть лет Давид записался в футбольную секцию в родном городе. Давид является воспитанником спортивной академии Каджи. Летом 2002 года стал игроком испанской «Мальорки», но выступал в основном за вторую команду. В 2004 году выступал на правах аренды за «Мурсию» и провёл 1 матч во Втором дивизионе Испании. В следующем сезоне играл на правах аренды в швейцарском «Ивердоне». В интервью он заявил, что забил 5 мячей выступая за «Ивердон».
В 2005 году играл за «Седан», где провёл 1 матч в Кубке Франции. Затем выступал за швейцарские клубы «Шампань Спортс», где провёл 2 матча и «Мерен». В 2006 году непродолжительное время находился в составе испанской команды «Понферрадина», после чего перешёл во французский «Кретей». В начале 2007 года подписал контракт с донецким «Металлургом» до окончания сезона 2007/08. Это’о выступал в молодёжном чемпионате Украины и сыграл в 4 матчах, в которых получил 4 жёлтые карточки. Летом этого же года покинул клуб, после чего побывал на просмотре в тунисском «Эсперансе».
Позднее он подписал контракт с греческим «Арисом» из города Салоники, но был отдан в аренду в «Илисиакос». В августе 2008 года перешёл в испанский «Реус Депортиу». В составе команды провёл 15 матчей и забил 1 мяч. Позже выступал за «Каджи Спорт Академия». В 2011 году находился в составе словенского клуба «Копер». В декабре 2013 года был похищен.
В январе 2016 года стал игроком камерунского клуба «Юнион Дуала», взяв себе 99 номер.

### Карьера в сборной
Выступал за юношескую сборную Камеруна. В составе молодёжной сборной Камеруна до 21 года принимал участие в чемпионате Африки 2007 среди молодёжных команд, который проходил в Республике Конго. На турнире сборная Камеруна заняла последнее 4 место в группе, уступив Египту, Нигерии и Замбии. Всего в составе молодёжной сборной провёл 16 матчей и забил 3 гола.